# Brigada Multinațională Sud-Est de la Craiova
Brigada Multinațională Sud-Est (în limba engleză Multinational Brigade South East, indicativ MN BDE SE) de la Craiova este o brigadă de infanterie ușoară integrată în Structura de Forțe a NATO⁠(de)[traduceți], care, a luat naștere prin transformarea în anul 2017 a Brigazii 2 Infanterie „Rovine” (aflată pe atunci în structura Diviziei 2 de Infanterie ”Getica”) a Armatei României. Constituirea sa este o expresie a adoptării setului de măsuri convenit în domeniul terestru la  Summitul NATO de la Varșovia din 2016⁠(en)[traduceți], unde s-a decis poziționarea Prezenței Înaintate Adaptate în zona de sud a Flancului Estic al NATO. Este subordonată operativ prin intermediul comandamentului multinațional de brigadă (indicativ HQ MN BDE SE) cu sediul în aceeași garnizoană , Comandamentului Multinațional de Divizie Sud-Est al NATO de la București.
Este probabil cea mai titrată brigadă de infanterie ușoară din România actuală, având un istoric remarcabil în ce privește misiunile internaționale. Începând cu anul 1996, astfel, forțe ale sale au fost desfășurate în misiuni din Angola, Albania, Bosnia, Kosovo, Afganistan și Irak și ulterior, pe Flancul Estic al NATO în Polonia și în zona Balcanilor de Vest, în Bosnia și Herțegovina.

## Istoric

### Brigada 2 Infanterie „Rovine”

#### Structură
A fost denumită „Rovine”, în amintirea Bătăliei de la Rovine din anul 1395. Denumirea s-a actuală este primită prin  dispoziția Statului Major General  nr. B5/S6 din 20 februarie 2006, care a intrat în vigoare la data de 1 martie același an. Marea unitate a devenit moștenitoarea tradițiilor de luptă ale Diviziei 1 Infanterie.
S-a aflat în structura Diviziei 1 Infanterie „Dacica” și ulterior, în cea a în cea a Diviziei 2 de Infanterie ”Getica” a Armatei României, până în anul 2017, având următoarea structură de forțe:
- Comandamentul brigăzii
- Batalionul 20 Infanterie „Dolj”
- Batalionul 26 Infanterie „Neagoe Basarab”
- Batalionul 22 Infanterie „Romanați”
- Batalionul 116 Sprijin Logistic „Iancu Jianu”
- Batalionul 205 Apărare Antiaeriană  „Gheorghe Pîrvulescu”
- Batalionul 325 Artilerie „Alutus”

#### Misiuni internaționale
Este probabil cea mai titrată brigadă de infanterie ușoară [din România actuală], având un istoric remarcabil în ce privește misiunile internaționale. Începând din anul 1995 astfel, marea unitate a participat la exerciții internaționale, iar din 1996 militarii săi au servit interesele României în cadrul unor misiuni internaționale desfășurate sub egida Organizației Națiunilor Unite, a Organizației Tratatului Atlanticului de Nord și a Uniunii Europene: în Angola (UNAVEM III⁠(en)[traduceți] – 1996), Albania (Alba⁠(en)[traduceți]– 1997), Bosnia și Herțegovina și Kosovo (Rezervă Strategică pentru SFOR⁠(en)[traduceți] – 1998-2001), Kosovo (KFOR⁠(en)[traduceți] – 2002), Afganistan (Enduring Freedom⁠(en)[traduceți] – 2002, ISAF VII – 2005, pază KAF⁠(en)[traduceți] – 2006-2007, ISAF XV – 2009, ISAF – 2010-2011, ISAF – 2011, ISAF – 2012, ISAF – 2012-2013), Irak (Antica Babilonia⁠(en)[traduceți] – 2004, Antica Babilonia – 2005, UNAMI⁠(en)[traduceți] – 2005, Iraqi Freedom⁠(en)[traduceți] – 2007). Ulterior, militari de-ai săi au fost dislocați pe Flancul Estic al NATO, în Polonia, pentru a întări grupul de luptă⁠(en)[traduceți] al Alianței, de acolo.
Tuturor unităților din compunerea brigăzii li s-a asociat, anterior de transformarea în mare unitate NATO, cognomenul de „Scorpionii”, preluat după cel căpătat de Batalionului 26 Infanterie „Neagoe Basarab” în Angola.
Respectivul cognomen a fost atribuit unității de către colonelul american care comanda brigada ce integra batalionul, după ce acesta a remarcat în tabăra românilor din Kandahar un panou pe care era scris Red Scorpions!... (în contextul în care anterior, în timpul misiunii multinaționale⁠(en)[traduceți] din Angola, unitatea se aflase într-un areal cu foarte mulți scorpioni roșii). Colonelul respectiv a introdus în documentele operative ale misiunii  numele de „Scorpionii roșii”, astfel că batalionul a devenit prima unitate românească cu un cognomen oficial.
Dintre subunitățile sale, au devenit cunoscute Batalioanele 26 și 20 Infanterie („Scorpionii roșii” și respectiv „Scorpionii negri”), care au dobândit un mare invel de experiență militară în misiunile din Afganistan și din Irak.
În trecut, au existat acuzații de corupție referitoare la respectarea criteriilor de selecție a personalului necesar operării pe teatrele de operații din  Afganistan.

### Brigada Multinațională

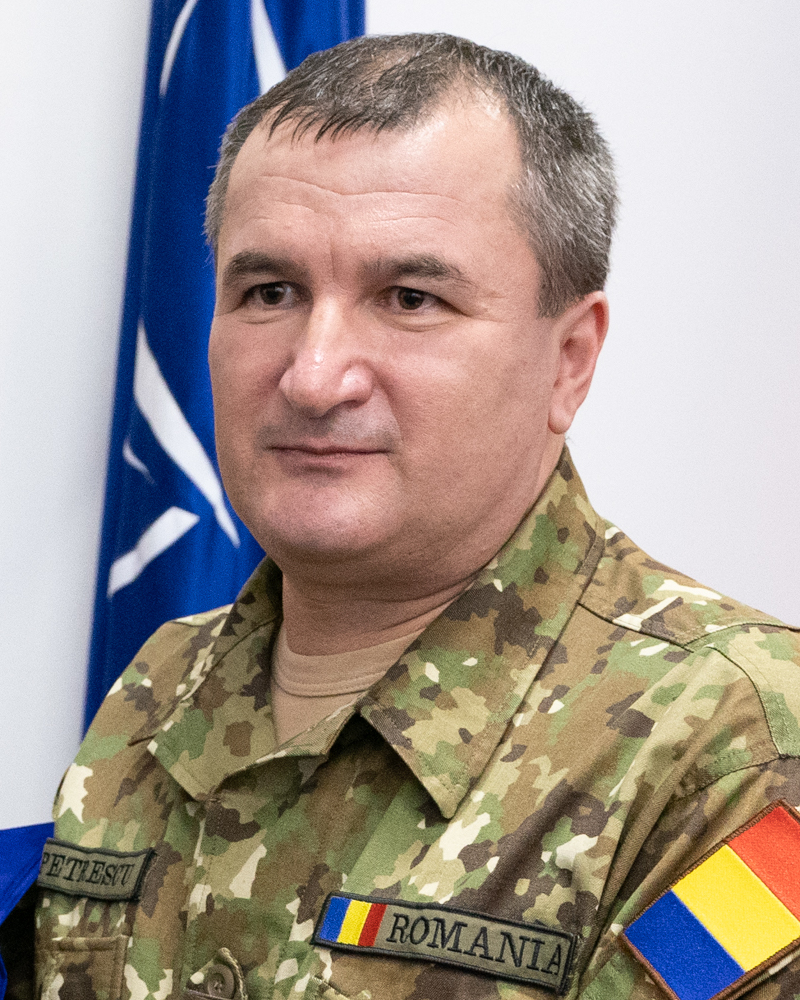
Daniel Petrescu se afla la comanda Brigăzii 2 Infanterie „Rovine”, în anul în care aceasta a fost nominalizată drept structură principală a Brigăzii Multinaționale.

Pentru rolul de a fi brigadă multinațională, a fost nominalizată în anul 2016 Brigada 2 Infanterie „Rovine”. La momentul respectiv, marea unitate în cauză avea deja un istoric remarcabil de misiuni internaționale la care militarii ei participaseră. Printre argumentele care au stat la baza alegerii sale drept structură principală, a Brigăzii Multinaționale, s-au numărat conform comandantului acesteia din 2016, colonelul Daniel Petrescu, experienta militarilor ei (incluzând-o pe cea a aplicării procedurilor NATO), dotarea cu tehnică modernă, precum si faptul că majoritatea militarilor ei și aproape întregul său comandament au actionat în provincia Zabul din Afganistan.
Constituirea propriu-zisă a marii unități și a comandamentului acesteia au avut loc în luna mai 2017.

## Context și rol

### Context

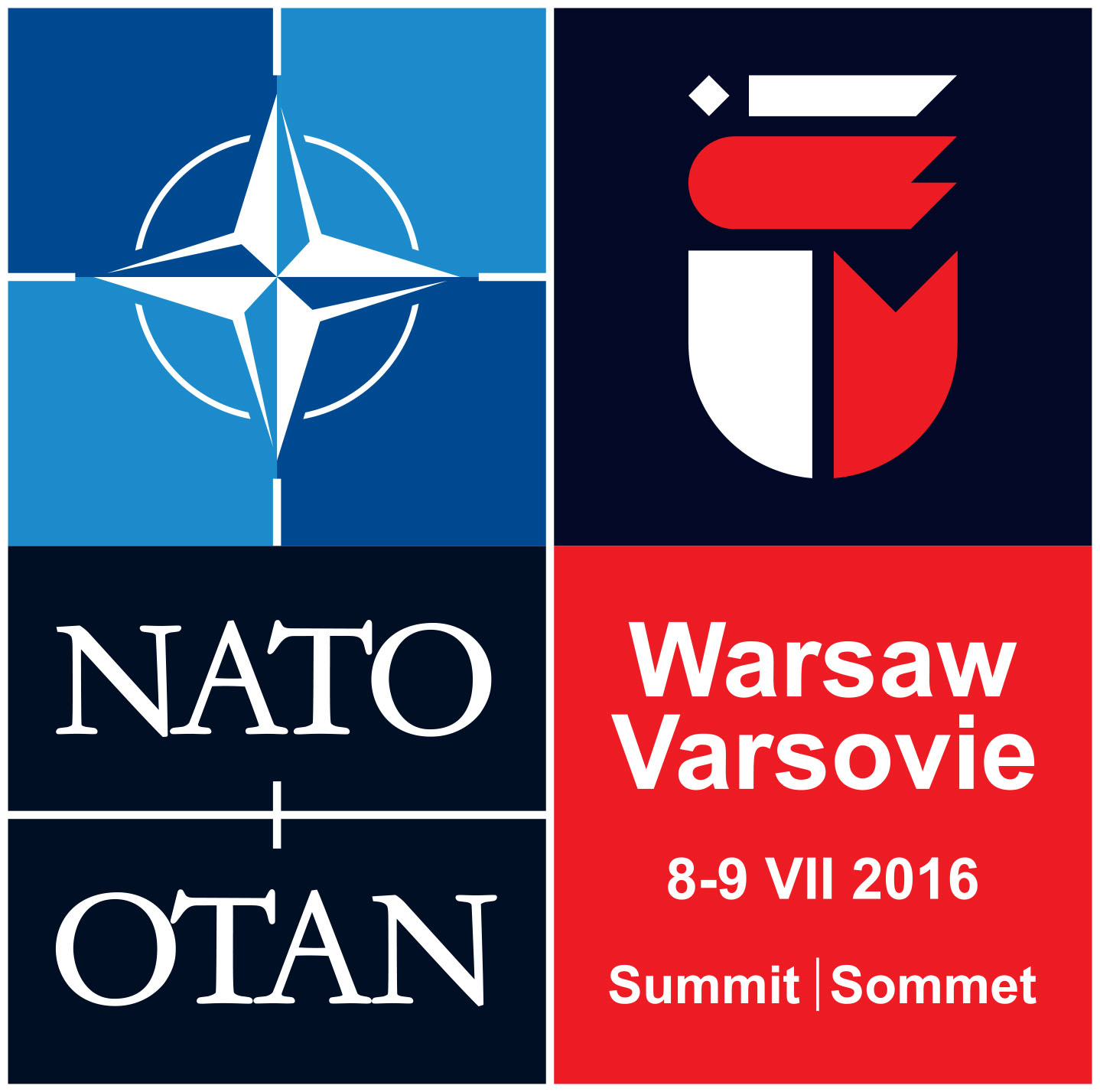
Logoul Summitului NATO de la Varșovia din 2016.

În 2016, membri NATO au decis să consolideze Flancul Estic prin intermediul unei prezențe militare avansate (în engleză Forward Presence initiative). Expresia acesteia a fost reprezentată de dislocarea în regiune a unor unități multinaționale și a avut două componente principale: Prezența Avansată Consolidată⁠(en)[traduceți] (în engleză Enhanced Forward Presence, acronim EFP) – focalizată pe Statele baltice și Polonia și Prezența Înaintată Adaptată (în engleză Tailored Forward Presence, acronim TFP), focalizată pe România și Bulgaria. Dacă în primul caz a fost vorba de dislocarea unor grupuri de luptă⁠(en)[traduceți], în cel de-al doilea scopul declarat al Alianței a fost să asigure o mai bună interoperabilitate între aliați și să transmită un semnal în ce privește sprijinirea securității regionale, solidaritatea și intenția de a asigura, în comun, descurajarea militară și apărarea echilibrată și robustă.
Anterior summitului NATO din 2016 de la Varșovia⁠(en)[traduceți], România s-a oferit să pună la dispoziție o bază pentru o brigadă multinațională, iar constituirea acesteia a devenit, astfel, o expresie a adoptării setului de măsuri convenit în domeniul terestru la Varșovia, unde s-a decis poziționarea Prezenței Înaintate Adaptate în zona de sud a Flancului Estic. Spre deosebire însă de grupurile de luptă din zona de nord a aceleiași regiuni, a căror responsabilitate a revenit altor țări decât celor din regiunea unde unitățile respective au fost dislocate, responsabilitatea brigăzii din România revine însăși țării gazdă.
Constituirea respectivei brigăzi, pe cadrul unei brigăzi românești deja existente, a condus astfel în același an la opinia că, de fapt marea unitate este expresia existenței unui fundament național căruia i se adaugă doar o „îmbrăcăminte” NATO. Conform opiniei în cauză acest aspect nu ar face-o să aibă caracterul de componentă efectivă de prezență a NATO. Succedând în același an opiniei descrisă anterior, opinia Ministerului Apărării Naționale din România a fost că evoluțile ulterioare, care au inclus și modul în care  contribuțiile aliate au intervenit în structurarea marii unități, au contrazis părerea  mai sus menționată.

### Rol

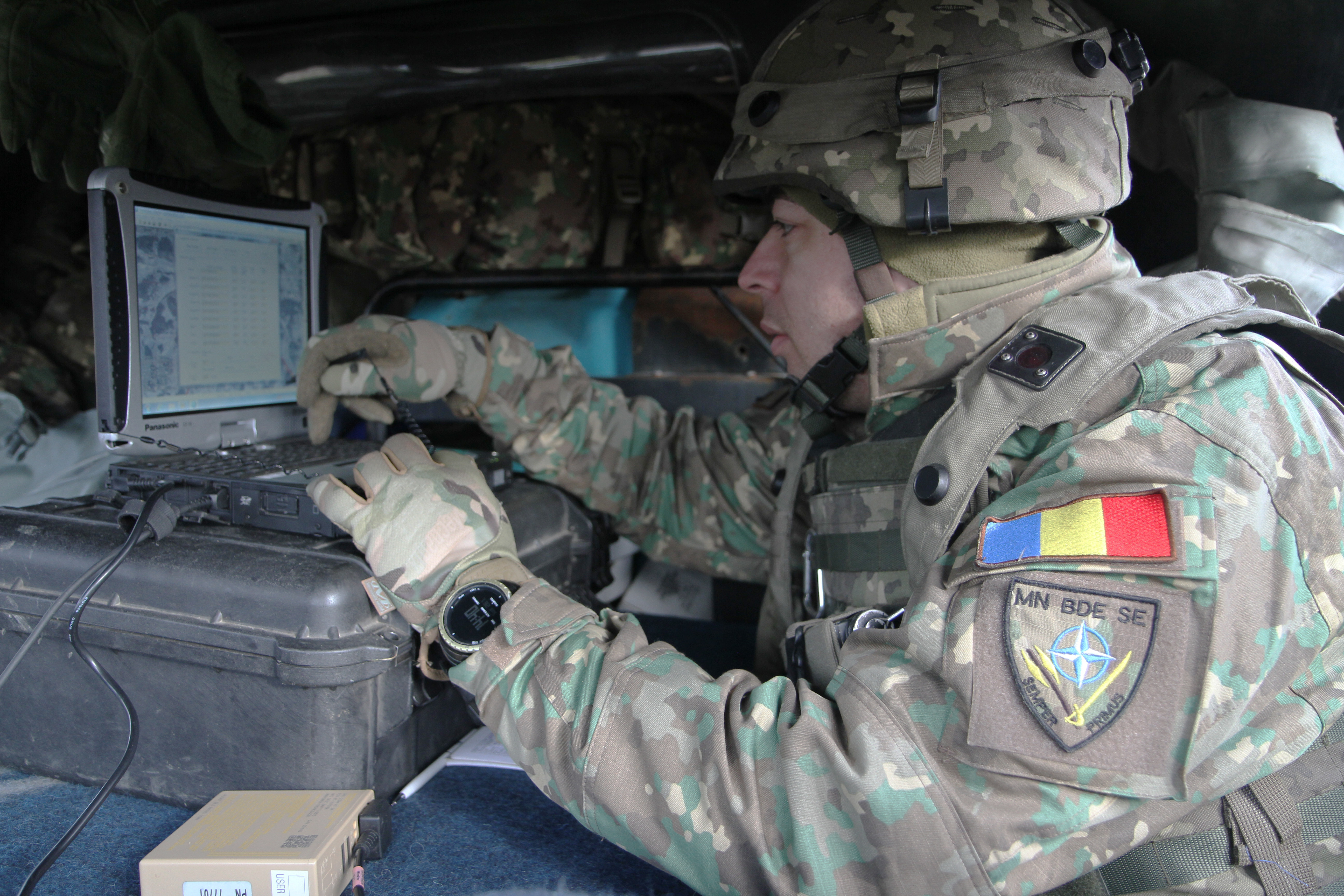
Militar al MN BDE SE de la Craiova pilotând o dronă în timpul exercițiului Combined Resolve XIII, la Hohenfels, Germania, 26 ianuarie 2020.

Constituirea Brigăii Multinaționale, integrată în Structura de Forțe a NATO⁠(de)[traduceți], s-a inclus scopului de contracarare a amenințării sporite a Federației Ruse la adresa Europei de Sud-Est, în urma intervenției sale în Ucraina.
Rolul Comandamentul Brigăzii Multinaționale Sud-Est, conform Statului Major al Apărării din România, este de „de a fi în măsură să asigure comanda și controlul unei operații NATO de tip Articol 5 - Apărare Colectivă, pentru a contribui în acest fel la consolidarea flancului Sud-Estic al Alianței, la securitatea teritoriului și populației statelor membre”. Dislocarea comandamentului multinațional al brigăzii, înafara frontierelor României, se face la decizia autorităților militare ale NATO.
Brigada Multinațională reprezintă, astfel cum a fost anunțată la Summitul NAtO de la Varșovia din 2016, un cadru de instruire, conceptul NATO în ce privește marea unitate prevăzând ca trupele din țările aliate să exerseze în mod periodic împreună, ca parte a respectivei brigăzi-cadru.
În calitate de brigadă multinațională, formațiunea a continuat să contribuie cu militari la misiuni internaționale, e.g. în Bosnia și Herțegovina (EUFOR Altea, 2023), precum și în Polonia în cadrul unei unități din cadrul NATO cu un detașament de apărare antiaeriană.
Nu în ultimul rând, operaționalizând comandamentele multinaționale de brigadă de la Craiova] și de divizie de la București, România a învățat să construiască și să activeze astfel de comandamente ca parte a structurii de forțe NATO, să discute și să rezolve chestiunile legale și de politică militară care țin de astfel de structuri.

### Poziția Federației Ruse

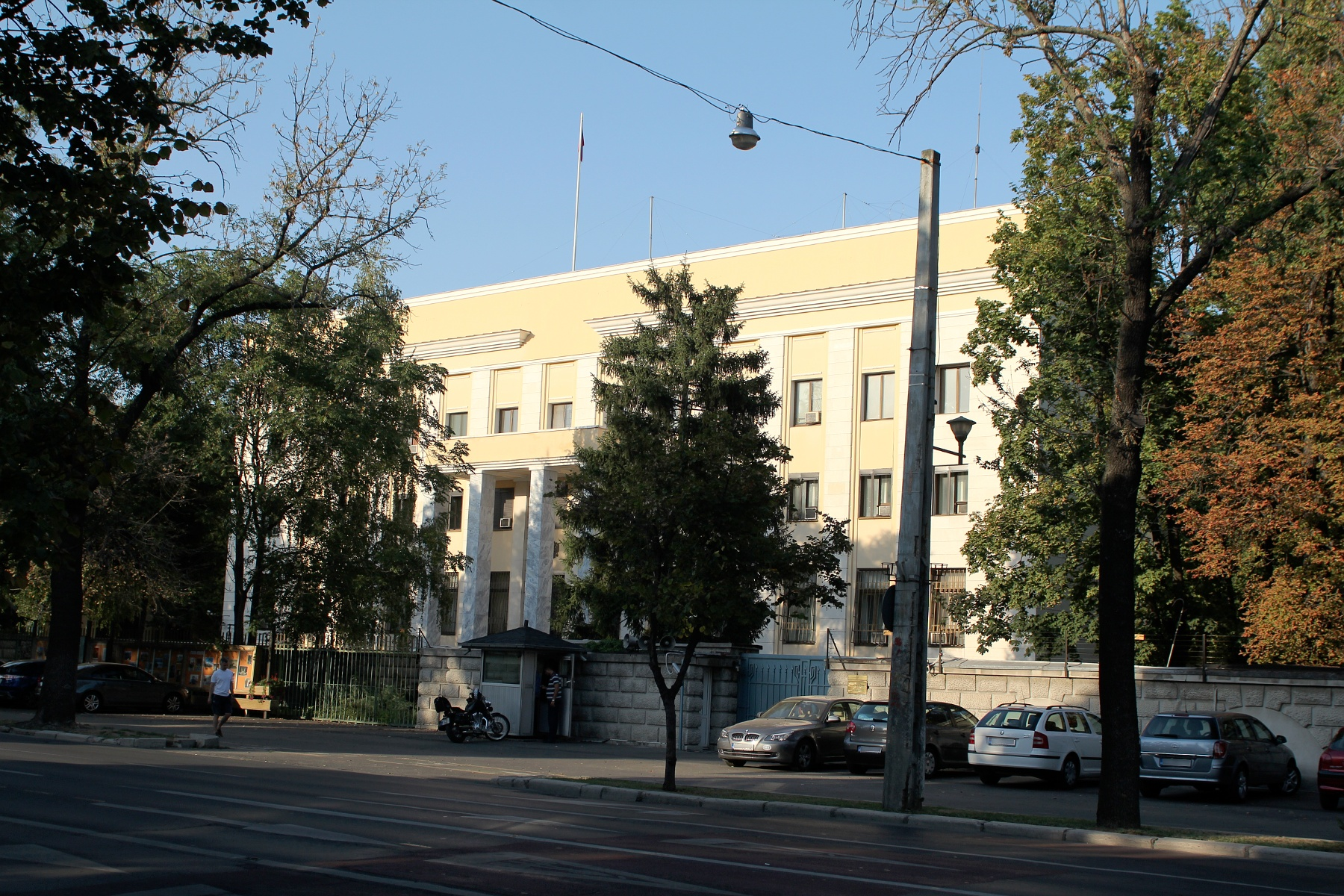
Ambasada Federației Ruse în București.

În opinia Federației Ruse, exprimată în anul 2016 prin poziția ambasadorului acesteia în România, constituirea acestei brigăzi a contravenit Actului Fondator NATO-Rusia⁠(en)[traduceți] și a reprezentat expresia constituirii unei baze permanente a NATO în România, chiar dacă prezența trupelor aliate din structura marii unități are caracter rotațional. Conform aceleiași opinii, existența marii unități s-a constitutit într-un alt pretext al Alianței de a implementa echipament greu și de a face exerciții militare complexe, în apropierea graniței Federației Ruse.

## Structură

### Organica brigăzii

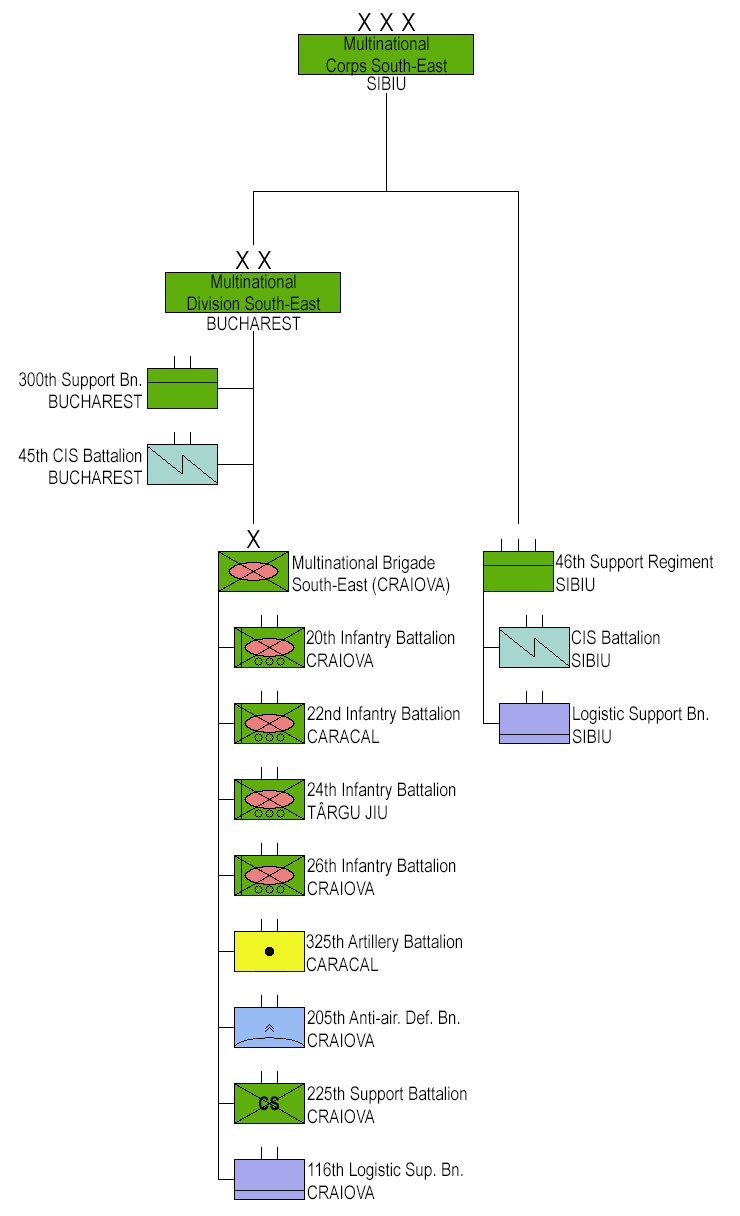
Integrarea MND-BDE SE la începutul anului 2023.

Structura sa este organizată pe scheletul fostei Brigăzi 2 Infanterie „Rovine”. Cartierul general al brigăzii este la Craiova, marea unitate fiind subordonată prin intermediul unui comandament multinațional de brigadă cu sediul în aceeași garnizoană, (în engleză Headquarters Multinational Brigade South East, acronim HQ MN BDE SE), Comandamentului Multinațional de Divizie Sud-Est al NATO de la București.
Grupul de lupă de nivel brigadă⁠(en)[traduceți] este organizat să aibă în componență, în perioadele de exerciții comune cel mult 3.500 de militari, componenta națională română la standarde NATO fiind de circa 1.500-2.000 de militari.
Structura de forțe:
- Headquarters Multinational Brigade South East[20]
- Batalionul 20 Infanterie „Dolj” (cognomen „Scorpionii Negri”)[4] – Craiova[21]
- Batalionul 26 Infanterie „Neagoe Basarab” (cognomen „Scorpionii Roșii”)[4] – Craiova[22]
  - Compania motorizată poloneză[23]
- Batalionul 22 Infanterie „Romanați” – Caracal[24]
- Batalionul 116 Sprijin Logistic „Iancu Jianu”[25] (cognomen „Scorpionii Aurii”) – Craiova[26]
- Batalionul 205 Apărare Antiaeriană  „Gheorghe Pîrvulescu”[25] (cognomen „Scorpionii Albaștri”) – Craiova[27]
- Batalionul 325 Artilerie „Alutus” – Caracal[25]
- Contingentul portughez[28] (Força Nacional Destacada na Roménia)[29] de 222 militari (infanterie motorizată și trupe speciale)[30] – Caracal[28]
- Contingentul macedonean – Caracal[31]

### Structura de personal și cea bugetară
În cadrul NATO, se stabilesc una sau mai multe națiuni-cadru pentru un comandament multinațional. În cazul în care este desemnată o singură națiune-cadru, aceasta asigură în general comandantul și majoritatea personalului comandamentului. În celălalt caz, atunci comanda este asigurată prin rotație de națiunile cadru.
În ce privește statele care asigură suportul în ce privește existența brigăzii, acest suport este organizat pe 3 nivele:
- participare efectivă cu trupe: totalul combinat al efectivului provenit din statele NATO este estimat a se ridica la cel mult 1.000 de militari. Există state care contribuie, de exemplu, doar cu ofițeri, cum ar fi cei de stat major
- forțe afiliate: acestea sunt unități care nu intră în structura de forțe a brigăzii, dar care participă în mod regulat la exerciții militare, cu marea unitate (sub rezerva unei decizii politice, în acest sens). Ele se poat alătura acesteia, de asemenea, în condițiile unui efort militar conjugat.
- contribuții financiare

Statele care participă în mod efectiv cu militari, în cadru rotațional, sunt:  Polonia (cu o companie de circa 200-250 militari), Portugalia și Macedonia de Nord. În trecut  a contribuit și Bulgaria (cu până la 400 de militari). În ce privește unitățile străine afiliate, este vorba de un batalion de infanterie portughez, un regiment italian și un batalion de infanterie bulgar.
Bugetul operațional al comandamentului brigăzii este asigurat de România, celelalte țări participante susținând însă financiar cheltuielile proprii de personal, sau pe cele de participării la exerciții a personalului lor. Țările afiliate suportă financiar, de asemenea, cheltuilelile de transport, participare și executare a exercițiilor la care participă contingentele acestora.